# Колцу-де-Жос
Колцу-де-Жос (рум. Colțu de Jos) — село у повіті Прахова в Румунії. Входить до складу комуни Кокорештій-Колц.
Село розташоване на відстані 45 км на північ від Бухареста, 15 км на південний захід від Плоєшті, 95 км на південь від Брашова.

## Населення
За даними перепису населення 2002 року у селі проживали 319 осіб, усі — румуни. Усі жителі села рідною мовою назвали румунську.